# Římskokatolická farnost – děkanství Zákupy
Římskokatolická farnost – děkanství Zákupy (lat. Reichstadium) je církevní správní jednotka sdružující římské katolíky na území města Zákupy a v jeho okolí. Organizačně spadá do českolipského vikariátu, který je jedním z 10 vikariátů litoměřické diecéze. Sídlem je fara v Zákupech na Českolipsku v sousedství děkanského kostela svatého Fabiána a Šebestiána. Římskokatolická církev na Zákupsku ve formě farní správy působí již od 14. století.

## Historie farnosti

### Starší záznamy
Nejstarší doklady o kostele v Zákupech jsou z roku 1352, kdy byl také pořízen záznam o odvádění ročního poplatku 6 grošů místní farou. První dřevěný, pak zděný byl kostel Panny Marie, který stál spolu se hřbitovem v místě parku a dnešního předzámčí zákupského zámku. Později byl jen zámeckou kaplí, protože kostela převzal nový mimo areál zámku. Zanikl zřejmě po roce 1650.
První duchovní správce je bezpečně doložen v roce 1363. V témže roce jsou uvedeni jako patroni původního kostela sv. Fabiána a Šebestiána Vaněk z Vartenberka a Ondřej ze Smojna. V roce 1369 je záznam o příslušnosti farnosti k děkanátu Gablona-Jablone (Jablonné v Podještědí). V období husitských válek i navazující válce s Lužickým Šestiměstím byl kostel poničen. Proto teprve roku 1458 mohl Beneš z Vartenberka vyhotovit listinu o obnovení nadání fary a kostela. Roku 1550 dal pokyn ke stavbě nového kostela na místě původní stavby tehdejší vlastník panství hofmistr Zdislav Berka. Stavba trvala 10 let. Mezitím Zdislav zemřel na mor. Nový kostel byl vysvěcen roku 1562 po zavěšení zvonů. Nový i původní kostel byl nadační, financované vrchností, neměly pozemky.
Farní kronika byla vedena od roku 1566. Některé farní archiválie včetně latinsky psané kroniky z let 1722 až 1728 jsou uloženy ve Státním archivu v České Lípě 
V roce 1573 se v Zákupech konala synoda pražského arcibiskupa s faráři z Dobranova, Lípy, Cvikova, Brenné, Pavlovic, Dubé a Zákup proti rozmachu luteránství v kraji. Tehdy byl zákupským farářem Pavel Weiss. Už 8 let poté bylo na farnosti povoleno přijímání pod obojí. V neznámém nám roce byla farnost povýšena na děkanství.

### Po Bílé Hoře
Po bitvě na Bílé Hoře se situace rychle změnila. V lednu 1621 byly Zákupy s zámkem i kostelem vypleněny švédským vojskem, vykradena byla i berkovská hrobka. Nový panovník Ferdinand II. povolil jako jediné náboženství katolicismus, luteráni utíkali ze země.

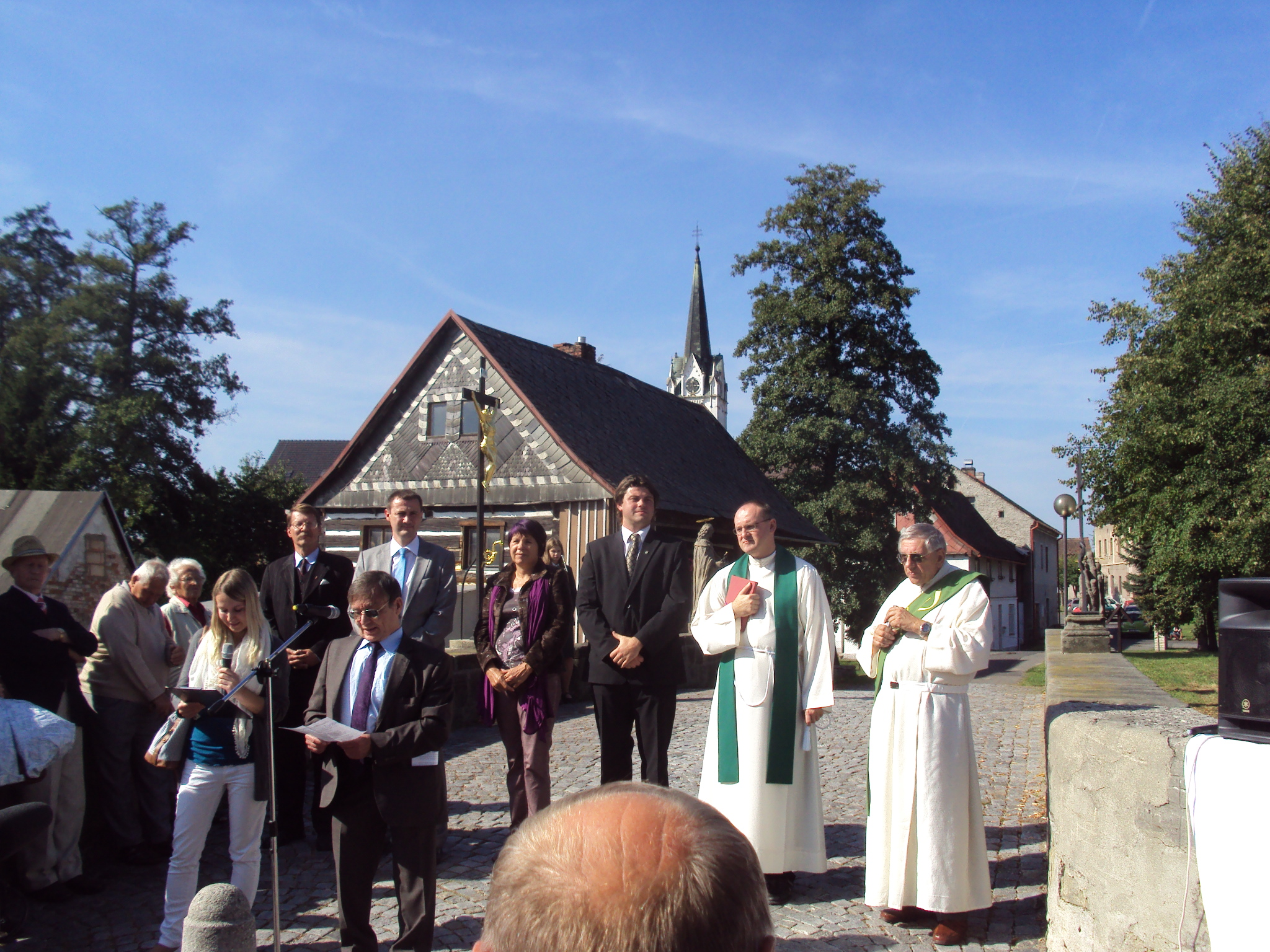
Slavnost v září 2012 u Kříže usmíření

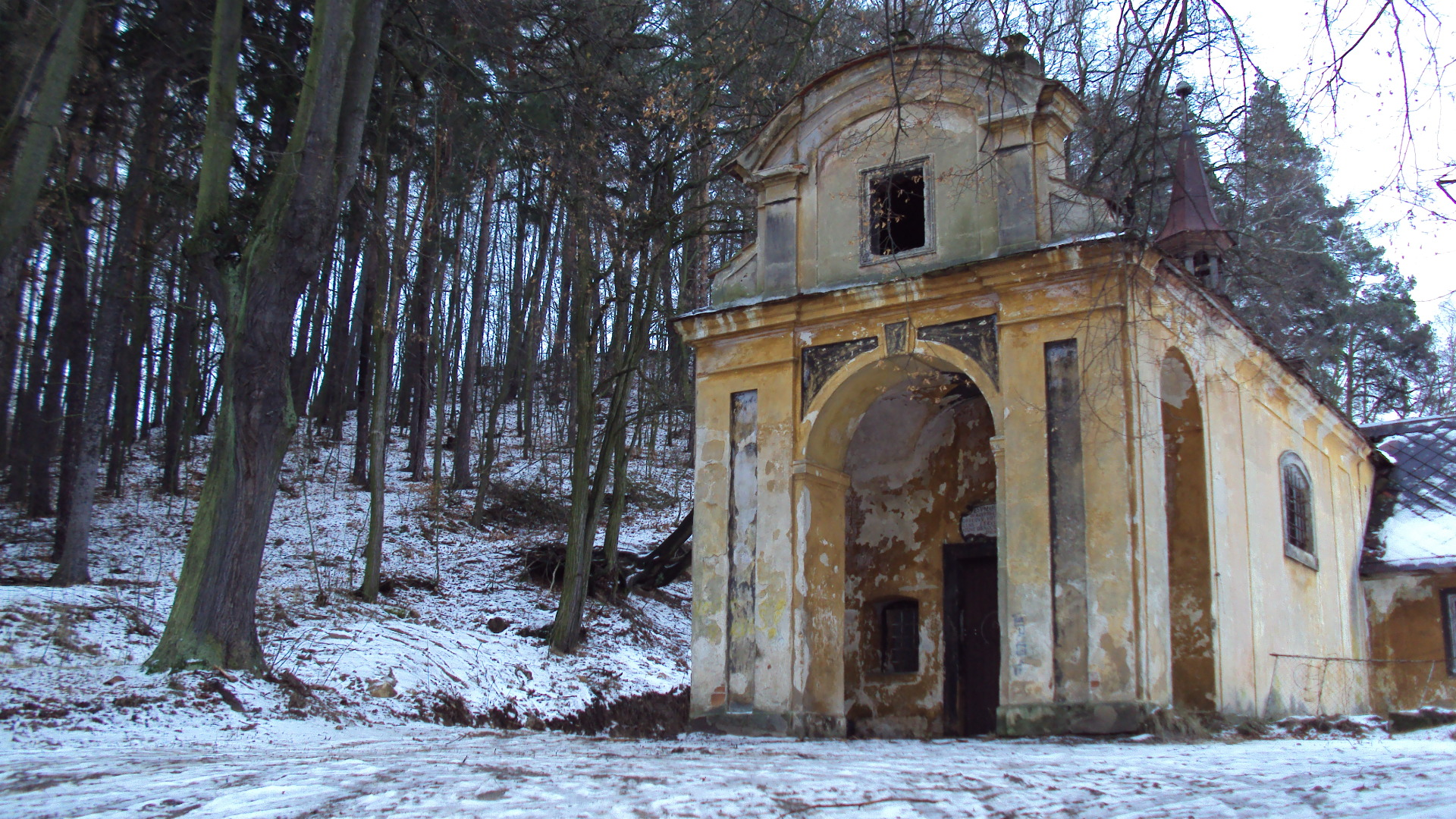
Kaple sv. Josefa u Kamenického kopce

Je známo, že zákupský děkan Václav (Wenzel) Teubner, označovaný již roku 1622 jako Dechant in Leipa, s pomocí vrchnosti dokázal vystrnadit postupně z okolí Zákup a České Lípy všechny evangelické faráře, 14 kostelů v okolí včetně farního kostela sv. Petra a Pavla v České Lípě se vrátilo ke katolickému vyznání a on sám byl za své úsilí povýšen, navíc 22. května 1630 obdržel jmenování kanovníkem sv. Víta v Praze.
V roce 1680 byla vybudována poblíž fary kaple svaté Anny. Od roku 1681 ve farnosti existoval kapucínský konvent, zlikvidovaný při Akci K v roce 1950. Dnes je areál kláštera poničen, kostel nepřístupný a v dezolátním stavu. V roce 1698 byla postavena kaple sv. Josefa u Kamenického vrchu, i ta je dnes v havarijním stavu. V roce 1708 byl postaven na náměstí morový sloup – sousoší Nejsvětější Trojice. Dnes je chloubou města. V roce 1775 byla při povstání sedláků vyrabována budova fary, stejně tak Zákupský zámek a mlýn. Od roku 1796 byly děkanstvím vedeny matriky.
Děkanský kostel sv. Fabiána a Šebestiána byl v 19. století (1862–1863) novogoticky přebudován do dnešní podoby. Pod kostelem je rodová hrobka Berků z Dubé, dnes zatopená spodní vodou. Roku 1865 byl postaven na náměstí klášter, resp. budova církevní školy (viz Klášter boromejek).
Mnoho záznamů z období letních pobytů excísaře Ferdinanda V. je zachováno v pražském Národním archivu a také v děkanské kronice Zákup, uchované v okresním archivu. Pro císaře byly zajištěny ranní mše v zámecké kapli po osmé hodině, někdy však mši absolvoval v některém z okolních kostelů, nejčastěji v děkanském kostele v Zákupech. Každoročně se v něm kolem 19. září od roku 1855 konaly mše k narozeninám císařovny Marie Anny, někdy k jmeninám císaře Františka Josefa I. i dalším příležitostem. Excísař navštěvoval bohoslužby i v zákupském klášteře kapucínů, zaznamenány jsou jeho návštěvy bohoslužeb v kostelech v Dobranově, Brenné, Horní Polici, Mařenicích a klášterním kostele augustiniánů v České Lípě. V období let 1855 až 1865 absolvoval v okolí svého zámku během léta každoročně až 7 bohoslužeb. V knihách jsou záznamy o návštěvách mnoha i církevních osobností – děkan Antonín Melzer, kaplan Vilém Hikisch, kaplan Franz Kahl, řada kvardiánů kapucínského kláštera, farář a později arciděkan Franz Görner, českolipský děkan Johan Titz, litoměřičtí biskupové Augustin Bartoloměj Hille a Wahala, či arménský arcibiskup Arihtazes Azaria. V děkanské kronice je popsána slavnost vysvěcení zámecké kaple 11. června 1855 včetně přípravy relikvie v nedalekém klášterním kostele kapucínů. V slavnostním průvodu bylo 45 kněží vedených litoměřickým biskupem Hillem. Dále je v kronice zaznamenána stavba nové fary z roku 1857 z prostředků excísaře. Děkan se do ní přestěhoval l1. září, slavnostní vysvěcení bylo 5. října 1857. Další pro Zákupy důležitý záznam je v roku 1858, dokladuje povolání kongregace boromejek do městečka. Úprava budovy starého děkanského domu stála 3 000 zlatých, boromejky se sem nastěhovaly 29. září 1858 a krátce poté otevřely dětskou opatrovnu a dívčí školu. O několik let později jim byl postaven nový dům na náměstí (dnes je poloprázdný, v přízemí je pošta). V kronice jsou záznamy o renovacích mnoha kostelů na velmi rozsáhlém zákupském panství.
Dne 13. srpna 1865 zemřel dle zápisu v kronice ve věku 83 let děkan A. Metzer a o tři dny později byl na zákupském hřbitově pohřben. V prosinci 1865 byl jmenován novým děkanem Wilhelm Hikisch.
Roku 1900 byla v zámecké kapli svatba následníka trůnu Františka Ferdinanda d'Este s hraběnkou Žofií Chotkovou, kteří se později stali oběťmi atentátu v Sarajevu. Dne 28. srpna 1916 byly z kostela sňaty zvony a odeslány do Vídně.
Do farnosti patřily Zákupy (Reichstadt), Bohatice (Voitsdorf), Božíkov (Götzdorf), Kamenice (Deutsch Kamnitz), Lasvice (Klemensdorf), Nové Zákupy (Neureichstadt) a Starý Šidlov (Altschiedel).

### Období 1918–1945
Po ustavení Československa se zákupský děkan Vincenc Egert zasloužil o otevření české menšinové školy a i proto byl předčasně, na žádost radnice ovládané Němci, penzionován. Byl zpočátku i prvním učitelem náboženství, tehdy škola působila v refektáři kapucínského kláštera. Zemřel ve svých 62 letech roku 1936 a pochován byl v Mimoni.

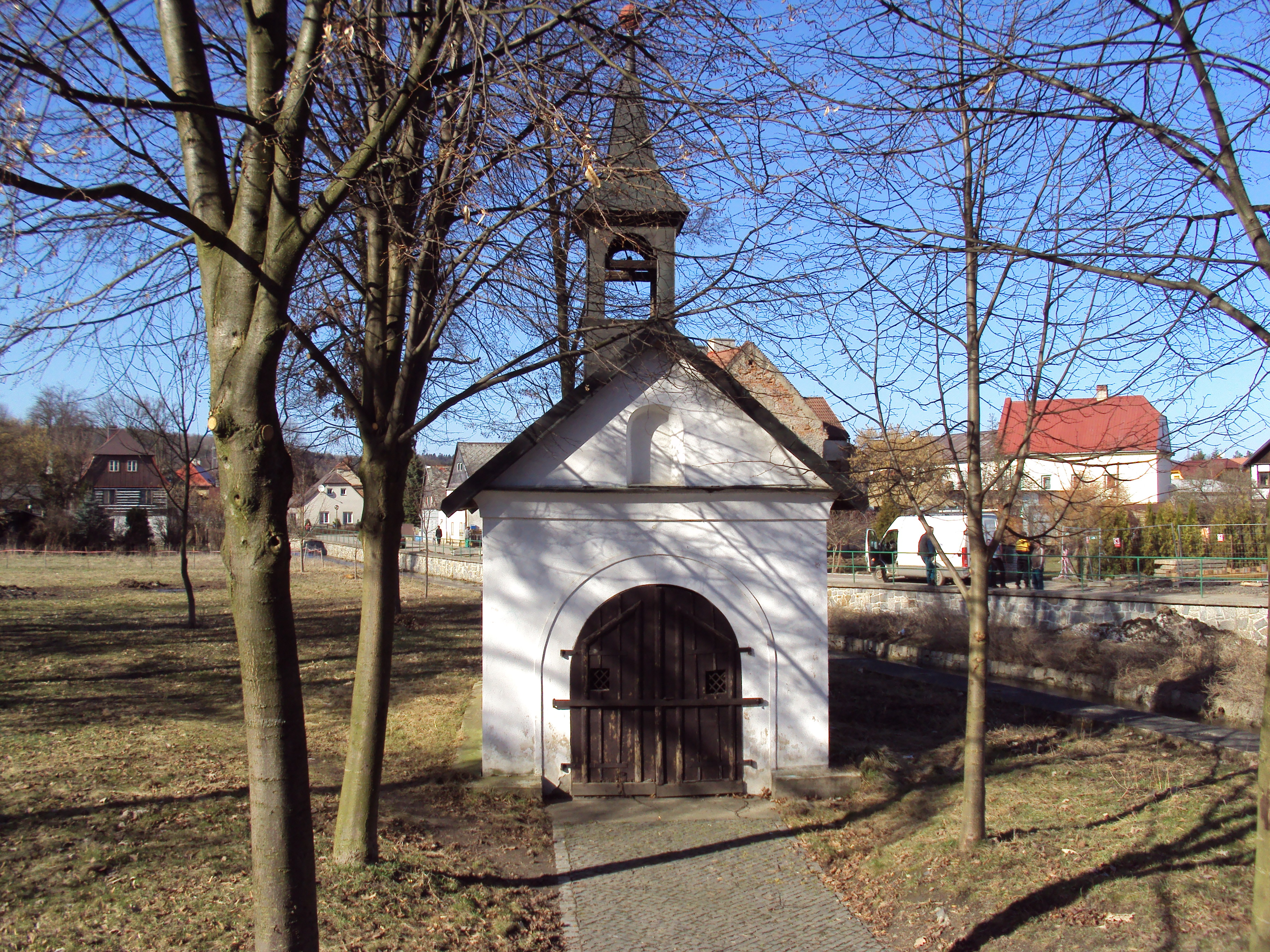
Kaple sv. Anny u Svitávky

V roce 1942 bylo i v Zákupech zakázáno konání církevních procesí, byla válka.

### Události po roce 1945
Rok po uzavření kapucínského kláštera byl roku 1951 uzavřen i ženský klášter na náměstí.
Od roku 1993 byla farnost spravována z České Lípy. Na počátku roku 1997 do farnosti patřily obce (některé byly dříve samostatné) Zákupy, Bohatice, Božíkov, Kamenice, Lasvice, Nové Zákupy a Starý Šidlov. Evidovanými církevními stavbami byly: děkanský kostel sv. Fabiána a Šebestiána v Zákupech, dále jen kaple – sv. Antonína v Bohaticích, sv. Jana a Pavla v Božíkově, sv. Prokopa na hřbitově v Kamenici, svatého Josefa z Calasanzy v Lasvicích, sv. P. Marie v Starém Šidlově, sv. P. Marie v Zákupech (obecní) a sv. Františka z Assisi na zámku v Zákupech (také obecní).
Sídelní duchovní správce (administrátor) byl opět ustanoven od 1. července 2009. V letech 2005–2012 byla opravena filiální kaple sv. Josefa z Calasanzy v Lasvicích, a 25. srpna 2012 ji benedikoval pomocný biskup pražský, Mons. Václav Malý.
Dne 9. září 2012 byla v zákupském kostele slavnostní česko-německá mše, kterou celebroval generální vikář litoměřické diecéze P. Mgr. Stanislav Přibyl CSsR spolu s administrátorem zákupské farnosti R. D. Mgr. Grzegorzem Wolanskim a jáhnem Evženem Policerem. Po mši se spolu s řadou hostí zajistili slavnostní akt vysvěcení Kříže usmíření na mostě u kapličky sv. Anny.
Další slavnostní, tradiční akce se konala v lednu 2013 k uctění patronů kostela svatých Fabiána a Šebestiána. Mši sloužil litoměřický biskupský vikář Mgr. Martin Davídek. O rok později při stejné slavnosti mši svatou celebroval otec Savio Řičica, dominikán z Jablonného v Podještědí, při obětním stole mu přisluhoval jáhen Evžen Policer z České Lípy a na kůru zpíval chrámový sbor Hvězda.

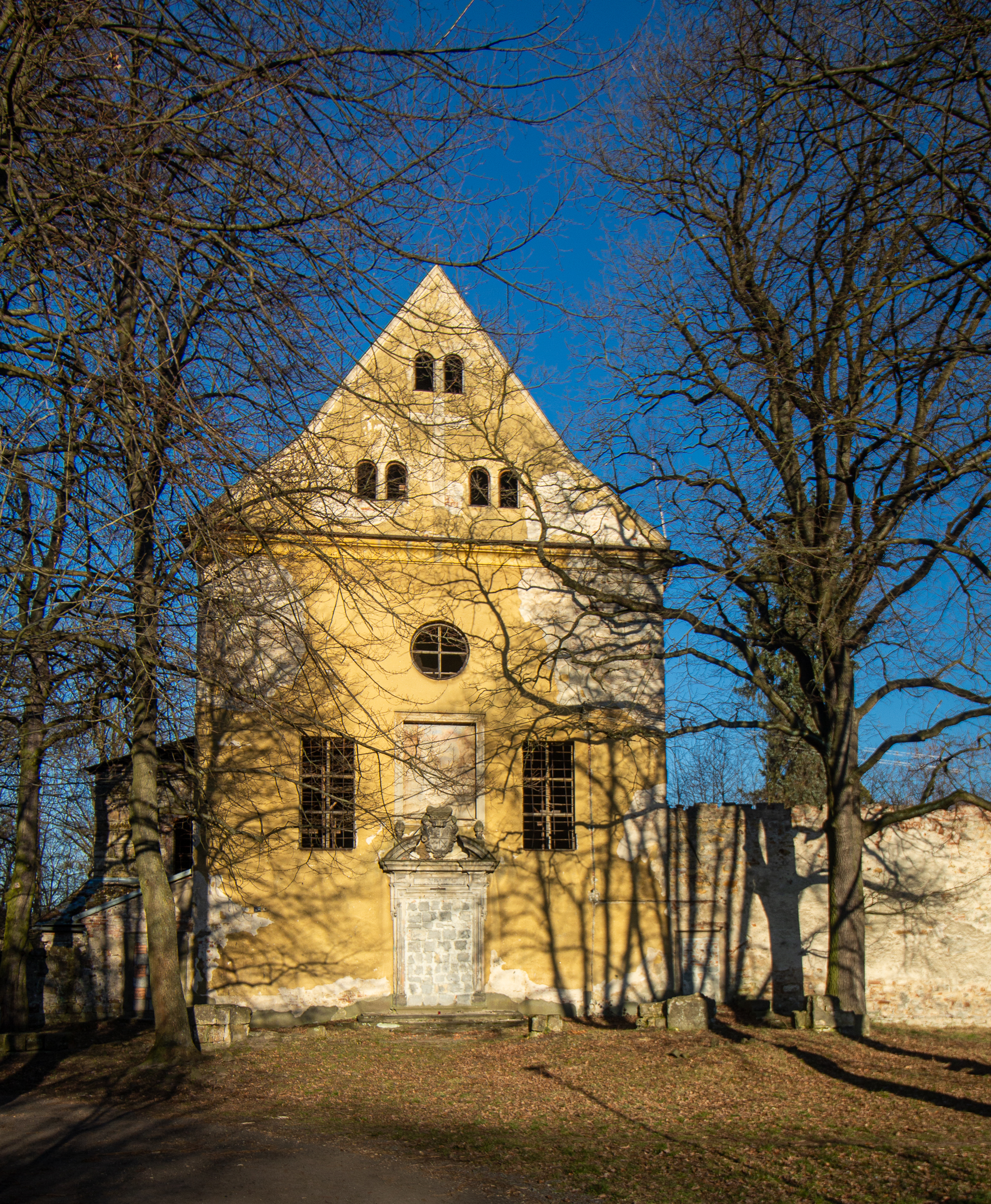
Kostel svatého Františka z Assisi u kláštera kapucínů

Farnost, resp. občanské sdružení Společné dědictví Zákupy v ní působící od listopadu 2011, má od roku 2012 svou pravidelnou rubriku z Zákupském zpravodaji, kde informuje o aktuálních událostech, či o probíhajících údobích církevního roku. Má také webové stránky.

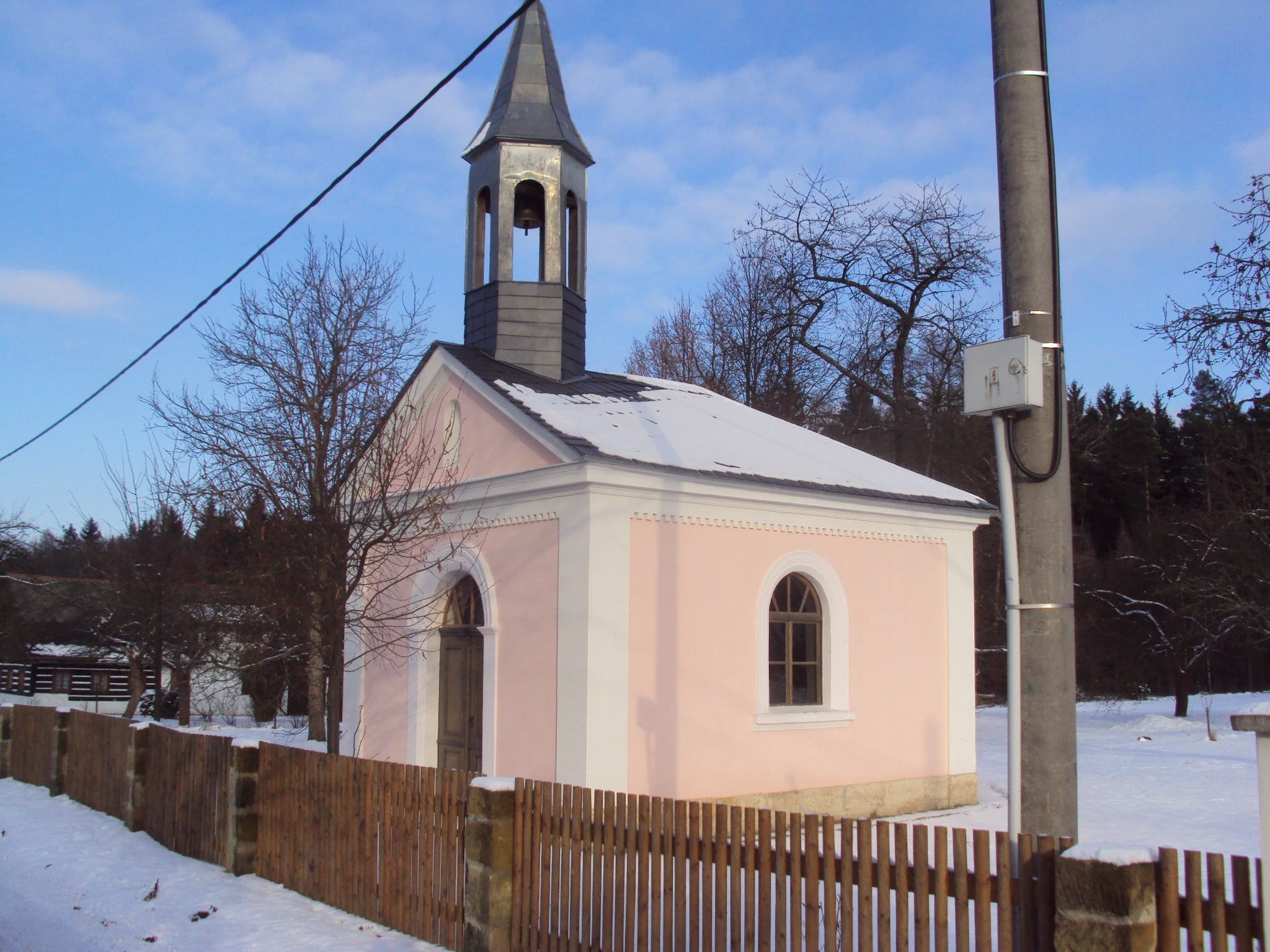
Kaplička v Lasvicích

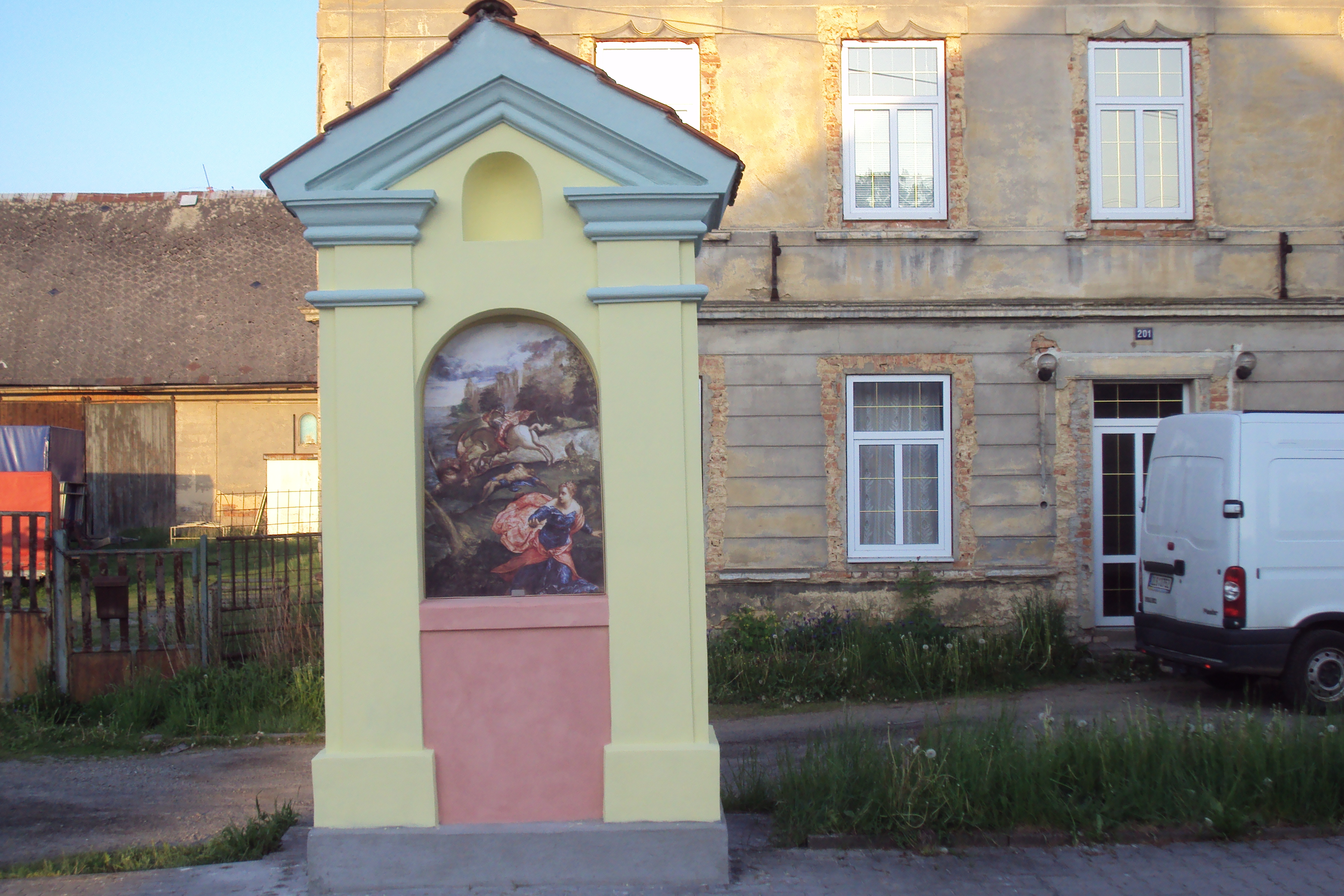
Renovovaná výklenková kaple v Mimoňské ulici

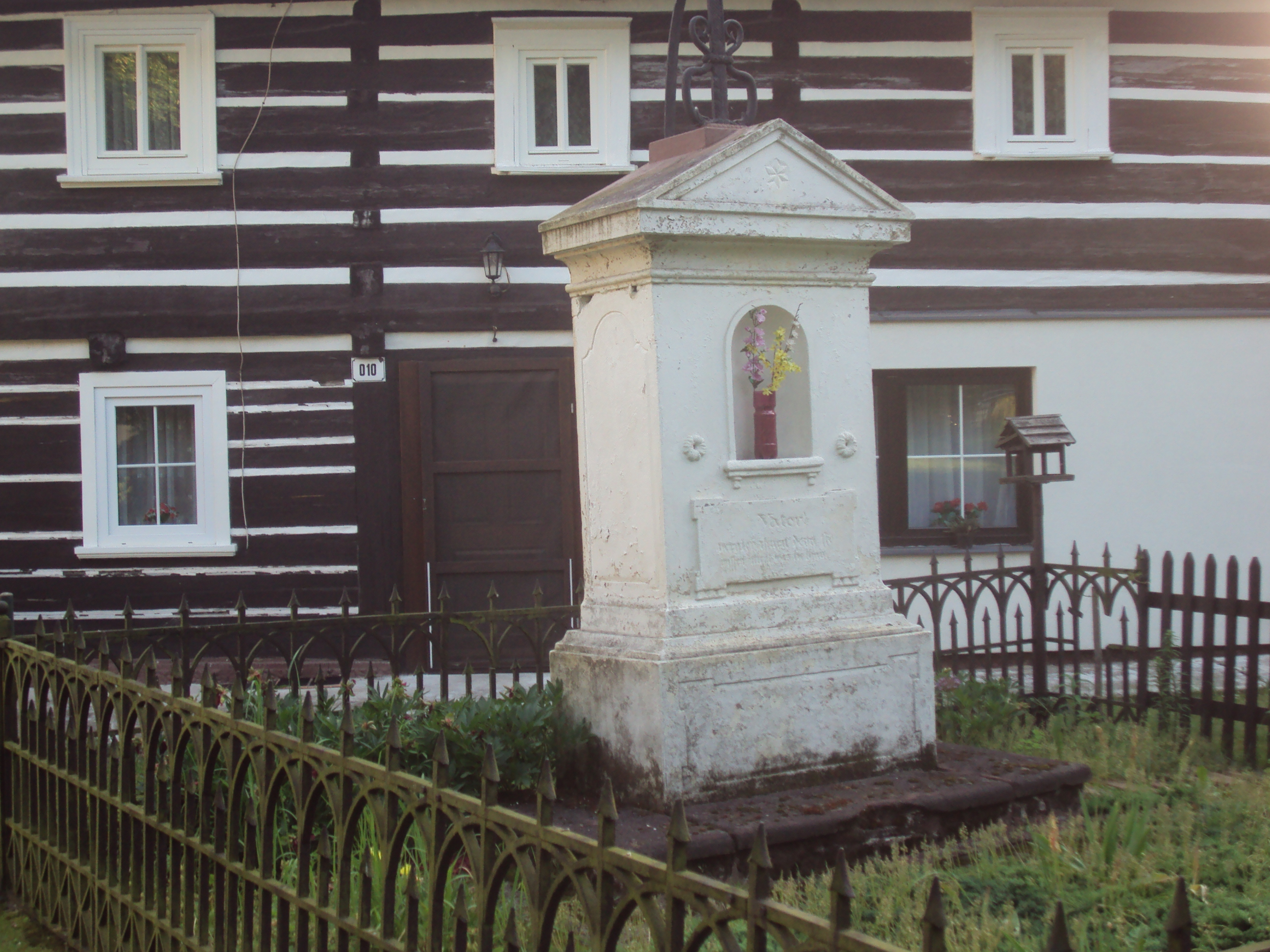
Kaplička před roubeným domem nedaleko kapucínského kláštera

### Duchovní správci
Začátek působnosti jmenovaného v duchovní správě farnosti od:
- Matouš, † 1359
- Václav Hermann
- 1363 Štěpán
- 1365 Zdeněk
- 1369 Petr
- 1386 Liesmanus
- 1393 Vojtěch
- 1396 Jindřich ze Stvolínek
- 1398-1409 Mathias
- Šebestián
- 1411 Mikuláš
- Jan
- Mikuláš, † 1432
- Martin[23]
- kol r. 1565 Paul Weiss, děkan[p 2][24]
  - cca 1570–1573 Valentin Frumald, kaplan
- 1579 Gabriel Frumeldus
- 1599 Valentin Frumeldus
- 1622 Václav Vojtěch Teubner[23][p 3][24]
- 1631 M. A. Heinemann
- 1671 Hugo Bern. Kbeil O.Praem.
- 1673 Christ. Fleisner
- 1674 Georg. Norb. Grimm
- 1692 Ioan. Phil. Brendler
- 1693 Vit. Vencesl. Sucubus
- 1704 Mich. Aug. Engelmann
- 1714 Ioan. Georg. Neumann
- 1721 Tobias Roll
- 1724 Jan Jindřich Schleichart von Wiesenthal[p 4][25] (Henric. Schleichert[23]), n. 3. 12. 1699, o. vánoce 1722 sv. Vít v Praze, † 6. 4. 1739 Zákupy[25]
- 1780 Josef Lažansky Freiherr von Bukowa
- 1785 Franc. Schönfeld de Expedit, † 26. 8. 1807
- 1808 dec. vacat,[p 5] cap. Jos. Fischer
- 1809 Benno Benich de Lauro, † 5. 3. 1820
- 1821 Josef Koegler, n. 22. 5. 1774 Schoenbüchlens. o. 23. 11. 1798, † 28. 8. 1841
- 1842 dec. vacat, cap. Franc. Marschner
- 1843 Antonín Melzer, n. 14. 4. 1783 Lípa, o. 14. 12. 1805
- 1852 dec. vacat, admin. inter. Franc. Marschner, n. 15. 12. 1812 Wolfsberg., o. 3 .8. 1837
- 1856 dec. vacat, admin. inter. Guilielm. Hikisch, n. 30. 12. 1827 Dub, o. 25. 7. 1851, † 13. 6. 1903
- 1867 Guilielm. Hikisch, n. 30. 12. 1827 Dub, o. 25. 7. 1851, † 13. 6. 1903
- 1903 Venc. Mauder, n. 14. 1. 1864 Leimgruben, o. 16. 5. 1889, † 16. 9. 1928
- 1915 par. vacat admin. interc. Anton Grohmann
- 1916 Eug. Kinzer, n. 26. 12. 1869 Goy, o. 9. 4. 1899, † 17. 11. 1928
- 1926 admin. exc. in spiritualibus Joan. Müller
- 1928 par. vacat admin. interc. Joan. Müller
- 1930 Georg Zischek, n. 16. 2. 1892 Blisowa, o. 10. 10. 1915, † 14. 9. 1979
- 1934 par. vacat, admin. exc. Jos. Müller
- 1935 Rudolf Fišar, n. 26. 10. 1889 Horní Růžodol, o. 5. 7. 1914,[23] † 24. 2. 1948 nemocnice sv. Alžběty v Eisenachu[26]
- 1. 7. 1946 Josef Richter
- 1. 10. 1946 Anicet František Petružela, OFM Cap.
- 1. 11. 1948 Antonín Bonaventura Chmelař OFM Cap.
- 1. 11. 1951 Mojmír Melan
- 1. 5. 1956 Miloslav Hadrava
- 1. 12. 1956 Josef Jiran
- 1. 6. 1958 Rudolf Hevera
- 14. 5. 1960 Jan Maria Surý, SDB (zemřel v kostele krátce po bohoslužbách)
- 1. 8. 1970 Václav Josef Holas, OSA
- 1. 1. 1983 Ivan Josef Peša, OSA
- 1. 7. 1984 Richard Kavan
- 1. 8. 1985 Vladimír Jedlička
- 1. 6. 1986 Václav Horniak
- 1. 6. 1987 Viliam Matějka
- 1. 1. 1993 Tomáš Kuba
- 15. 10. 1994 Štefan Bednár O.T.
- cca 2000-2009 Viliam Matějka, adm. exc. z České Lípy
- 7. 8. 2009 Grzegorz Jacek Wolanski, admin.; od 1. 1. 2019 děkan[23]

Kromě kněží stojících v čele farnosti, působili ve farnosti v průběhu její historie i jiní kněží. Většinou pracovali jako farní vikáři, kaplani, katecheté, výpomocní duchovní aj.

### Kněží rodáci
- Gustav Mattauch
- Hermann Schmid z Nových Zákup

## Území farnosti
Do farnosti náleží území těchto obcí:
- Bohatice (něm. Voitsdorf)
- Božíkov (něm. Götzdorf)
- Kamenice u Zákup (něm. Deutsch Kamnitz)
- Lasvice (něm. Klemensdorf)
- Nové Zákupy (něm. Neureichstadt, míst. část Zákup)
- Starý Šidlov (něm. Altschiedel)
- Zákupy (něm. Reichstadt)

## Římskokatolické sakrální stavby na území farnosti
| | Stavba                           | Místo        | Bohoslužby                                                                  | Zeměpisné souřadnice             | Status           | Číslo kulturní památky           |
| Kostely | Kostely                          | Kostely      | Kostely                                                                     | Kostely                          | Kostely          | Kostely                          |
| --- | -------------------------------- | ------------ | --------------------------------------------------------------------------- | -------------------------------- | ---------------- | -------------------------------- |
| 1. | Kostel sv. Fabiána a Šebestiána  | Zákupy       | bližší informace o bohoslužbách                                             | 50°40′58″ s. š., 14°38′47″ v. d. | farní kostel     | 46904/5-3434 (Pk•MIS•Sez•Obr•WD) |
| 2. | Kostel sv. Františka z Assisi    | Zákupy       | bohoslužby příležitostně                                                    | 50°41′17″ s. š., 14°38′51″ v. d. | klášterní kostel | 14769/5-3440 (Pk•MIS•Sez•Obr•WD) |
| Kaple |                                  |              |                                                                             |                                  |                  |                                  |
| 3. | Kaple svatého Josefa z Calasanzy | Lasvice      | bohoslužby příležitostně                                                    | 50°42′34″ s. š., 14°38′10″ v. d. | kaple            | —                                |
| 4. | Kaple sv. Františka z Assisi     | Zámek Zákupy | bližší informace o bohoslužbách                                             | 50°41′15″ s. š., 14°38′37″ v. d. | zámecká kaple    | —                                |
| 5. | Kaple sv. Anny                   | Zákupy       | bližší informace o bohoslužbách                                             | 50°41′1″ s. š., 14°38′52″ v. d.  | kaple            | 27967/5-3437 (Pk•MIS•Sez•Obr•WD) |
| 6. | Kaple sv. Josefa                 | Zákupy       | bližší informace o bohoslužbách Archivováno 16. 8. 2019 na Wayback Machine. | 50°41′13″ s. š., 14°39′52″ v. d. | kaple            | 106296 (Pk•MIS•Sez•Obr•WD)       |
| 7. | Domov důchodců                   | Nové Zákupy  | středa 10.00                                                                |                                  | 1x za 14 dní     | —                                |
| Některé drobné sakrální stavby a pamětihodnosti lze dohledat zde v databázi Drobné sakrální památky Zaniklé sakrální stavby lze dohledat zde v databázi Poškozené a zničené kostely, kaple a synagogy v České republice |                                  |              |                                                                             |                                  |                  |                                  |

Ve farnosti se mohou nacházet i další drobné sakrální stavby, místa římskokatolického kultu a pamětihodnosti, které neobsahuje tato tabulka.

## Farní obvod
Z důvodu efektivity duchovní správy byl vytvořen farní obvod (kolatura) sestávající z přidružených farností spravovaných excurrendo z farnosti – děkanství Zákupy. Do této kolatury patří farnosti:
- Brenná
- Velenice

Přehled těchto kolatur je v tabulce farních obvodů českolipského vikariátu.